# Родопис
Родо́пис (др.-греч. Ῥοδῶπις — букв. «Румянолицая»; настоящее имя, возможно, Дори́ха) — гетера, жившая, предположительно, в VI веке до н. э., современница поэтессы Сапфо и любовница её брата. Вероятный прототип самой ранней из записанных вариаций сказки о Золушке (её потерянной туфле).

## Жизнеописание
Единственный исторический источник, достаточно полно рассказывающий о жизни Родопис, — это рассказ древнегреческого историка Геродота, жившего в V веке до н. э. По словам Геродота, Родопис жила во времена фараона Амасиса II (570—526 годы до н. э.). Она была родом из Фракии и находилась в рабстве у Иадмона с острова Самос, вместе с полулегендарным баснописцем Эзопом. Родопис была продана в Египет, где «занималась своим ремеслом», после чего Харакс, брат поэтессы Сапфо, выкупил её за огромную сумму и даровал ей свободу. За это Сапфо зло высмеяла брата в стихах, что могло быть обусловлено также и ревностью с её стороны, потому что она тоже влюбилась в девушку. Возможно, Родопис упоминается в стихах Сапфо под именем «Дориха» — на это указывает ряд сохранившихся фрагментов, однако полностью имя куртизанки не фигурирует ни в одном из произведений Сапфо.
Родопис осталась в Египте и приобрела значительное состояние; на десятую часть своих доходов она заказала и отправила в Дельфы в качестве дара множество железных вертелов, на которых можно было жарить целых быков. По словам Геродота, спустя сто лет эти вертелы всё ещё лежали за алтарём напротив храма.

## Упоминания у других авторов
После Геродота многие античные авторы (Страбон, Афиней, Овидий) и энциклопедия Суда упоминали об отношениях Родопис и Харакса. Страбон, живший на рубеже нашей эры, добавляет к рассказу Геродота, что Харакс торговал лесбосским вином, а Сапфо называла Родопис «Дориха». Афиней, живший на рубеже II—III веков, называет куртизанку Дорихой и заявляет, что Геродот перепутал её с Родопис, совершенно другой женщиной. Он также цитирует эпиграмму Посидиппа (III век до н. э.), которая относится к Дорихе и Сапфо. Основываясь на этих рассказах, учёные предположили, что Дориха может упоминаться в стихах Сапфо. Ни один из сохранившихся фрагментов не содержит этого имени полностью, но часто считают, что во фрагментах 7 и 15 есть обрывок слова «Дориха». Современный исследователь Джоэль Лидов подверг это предположение критике, утверждая, что предание о Дорихе не поможет восстановить никакие фрагменты стихов Сапфо и что оно произошло из произведений Кратина или другого комедиографа, жившего в одно время с Геродотом. Однако вновь обнаруженные в 2014 году на античном папирусе тексты Сапфо подтверждают интерпретацию Афинея и Посидиппа и одновременно уточняют Геродота: Харакс действительно был влюблён в гетеру Дориху, и хор, руководимый Сапфо, порицал его за это в песнях. Геродот неправильно отождествил упоминаемую у Сапфо Дориху с известной гетерой Родопис, жившей много позже.

## «Египетская Золушка»
Очевидно, фигура Родопис начала окружаться легендами вскоре после её смерти, поскольку живший столетием после Геродот пишет, что некоторые эллины считают пирамиду Микерина, одну из трёх Великих пирамид в Гизе, якобы принадлежащей Родопис. Геродот опровергает эти домыслы, указывая, что Родопис жила намного позже Микерина и не была настолько богата, чтобы для неё была построена столь великолепная пирамида.

В неустановленный период легендарное жизнеописание Родопис приобретает вид «сказки о Золушке». В этом варианте историю Родопис пересказывает Страбон: 
…во время купания орёл похитил одну из сандалий Родопис у служанки и принёс в Мемфис; в то время, когда царь производил там суд на открытом воздухе, орёл, паря над его головой, бросил сандалию ему на колени. Царь же, изумлённый как прекрасной формой сандалии, так и странным происшествием, послал людей во все стороны на поиски женщины, которая носила эту сандалию. Когда её нашли в городе Навкратисе и привезли в Мемфис, она стала женой царя; после кончины царица была удостоена погребения в вышеупомянутой гробнице.
Страбон также указывает, что пирамида Микерина принадлежала Родопис и была построена для неё её любовниками.
Эту же легенду пересказывает римский автор Клавдий Элиан, живший во II—III веках, называя Родопис «Родопидой» и указывая имя фараона — Псамметих (под этим именем правили несколько фараонов Позднего периода).